# سیمون آشیدی آچو
سیمون آشیدی آچو (انگلیسی: Simon Achidi Achu؛ زادهٔ ۵ نوامبر ۱۹۳۴ – درگذشتهٔ ۴ مه ۲۰۲۱) یک سیاست‌مدار اهل کامرون بود.